# Площа 1-го Травня (Севастополь)
Площа 1-го Травня — площа в Балаклаві, приблизно посередині вулиці Калича.

Пам'ятник Лесі Українці

Площа є центром історичної частини Балаклави. Звідси починається набережна Назукіна. На площі в 2004 році встановлено пам'ятник українській письменниці Лесі Українці (скульптор В. Суханов).
У самому центрі площі височіє Будинок офіцерів, побудований в 1932 році як клуб ЕПРОНу.